# テトラトリアコンタン
テトラトリアコンタン (tetratriacontane) とは、直鎖状のアルカンの1種。炭素原子が34個、分岐することなく一列に連なっている。分子式は C34H70。